# 什德利夫齊 (切梅里夫齊區)
48°59′55″N 26°13′36″E / 48.99861°N 26.22667°E
什德利夫齊（烏克蘭語：Шидлівці），是烏克蘭西部的村莊，隸屬赫梅利尼茨基州的卡緬涅茨-波多利斯基區。該村面積2.03平方公里，海拔高度245米，2001年人口550，人口密度每平方公里271.5人。